# Lysandra deliciosa
Lysandra deliciosa är en fjärilsart som beskrevs av De Sagarra 1924. Lysandra deliciosa ingår i släktet Lysandra och familjen juvelvingar. Inga underarter finns listade i Catalogue of Life.